# Río Guadiaro
El río Guadiaro es un río del sur de la península ibérica que discurre por las provincias de Málaga y Cádiz (España).
Nace en la hoya de Ronda, en la confluencia de los ríos Guadalevín y Guadalcobacín, en un paraje conocido como La Indiana, y desemboca en el Mar Mediterráneo junto a la localidad de Torreguadiaro.
Con 79 km de longitud, el río Guadiaro es uno de los principales ríos de las cuencas mediterráneas de Andalucía, siendo el tercero de mayor longitud tras el río Guadalhorce y el río Almanzora, y uno de los más caudalosos. 
Sus principales afluentes son el río Genal (47,8 km), el río Hozgarganta (45,6 km) y el río Guadares (13 km). Su cuenca hidrográfica abarca 1504 km² que comprenden varios parques, parajes y monumentos naturales de alto valor ecológico y paisajístico. 

## Etimología
Derivado del árabe, 'wad auro', "río de oro" y en latín, Flumen Barbesula.
Alternativamente, partiendo también de "Wadi Āru", "Aru" es interpretado como hidrónimo paleoeuropeo, derivado de la raíz indoeuropea *er- 'fluir, moverse'.

## Curso

### Curso alto
El río Guadiaro nace en el paraje de La Indiana, en el término municipal de Ronda, donde conflueyen los ríos Guadalevín y Guadalcobacín, los cuales recogen gran parte de las aportaciones hídricas de los arroyos de la hoya de Ronda que bajan desde la sierra de las Nieves y sierra Blanquilla. A pocos metros de su nacimiento recibe las aguas del arroyo del Cupil y el arroyo de la Sanguijuela. En su camino hacia el Mediterráneo, el río sigue un curso en dirección nordeste-sudoeste, adentrándose en el término municipal de Benaoján. 
En Benaoján, por su margen derecha, el Guadiaro recibe las aportaciones del río Guadares, el cal fluye a través de la cueva del Gato,  conjunto geomorfológico que alberga notables pinturas rupestres y una de las mayores colonias sedentarias de murciélagos cavernícolas de Andalucía.
Curso abajo, el río pasa junto a la estación de Benaoján-Montejaque, donde se encuentra con el arroyo de Montejaque. El terreno es cada vez más angosto a medida que el río se adentra en el término municipal de Jimera de Líbar. El siguiente tramo del río discurre por el límite entre del término municipal de Cortes de la Frontera con los de Benalauría, Benarrabá y Gaucín, límite que demarca así mismo el parque natural de Los Alcornocales. Es en esta zona donde se localiza el cañón de las Buitreras, una garganta de paredes verticales de más de 100 metros que se alzan desde el lecho del río, y donde sólo alcanzan los palmitos arbóreos que crecen en las paredes y los recuperados buitres que dieron nombre a la zona, de los que quedan unos 30 ejemplares viviendo en las paredes del cañón. Geológicamente se trata de calizas jurásicas, formadas hace más de 140 millones de años.

### Curso bajo
El llamado charco del Moro marca la salida del cañón de las Buitreras. El tramo embarrancado abarca una distancia de unos 2 km, por donde también discurre el inverosímil trazado de la vía férrea Bobadilla-Algeciras, superando la accidentada geografía a través de numerosos túneles y viaductos. En esta zona la vegetación es más exuberante e incluye matorral a base de palmito, matagallo, lentisco, labiérnago, zarzaparrilla y algarrobo de diversos tamaños así como alcornoques.
Aguas abajo el río pasa junto a la aldea de El Colmenar antes de adentrarse en la provincia de Cádiz donde bordea la localidad de San Pablo de Buceite perteneciente al municipio de Jimena de la Frontera. Tras atravesar un corto tramo del municipio de San Martín del Tesorillo, el río vuelve a adentrarse en la provincia de Málaga, donde conluye con el río Genal en el término municipal de Casares.

### Desembocadura
Más adelante recibe las aguas del río Hozgarganta justo en el límite de las provincias malagueña y gaditana y a pocos kilómetros de su desembocadura, donde forma un estuario. Es en esta zona, el curso bajo, donde el río presenta una mayor problemática medioambiental por el taponamiento de la desembocadura debido a la rotura de la dinámica del litoral como consecuencia de los espigones y construcciones del puerto de Sotogrande. Además, la insuficiencia de caudales debida principalmente a las numerosas derivaciones destinadas al regadío de los tramos bajos del Genal y el Hozgarganta y las captaciones destinadas al abastecimiento urbano afectan al tramo final del cauce.

## Cuenca hidrográfica

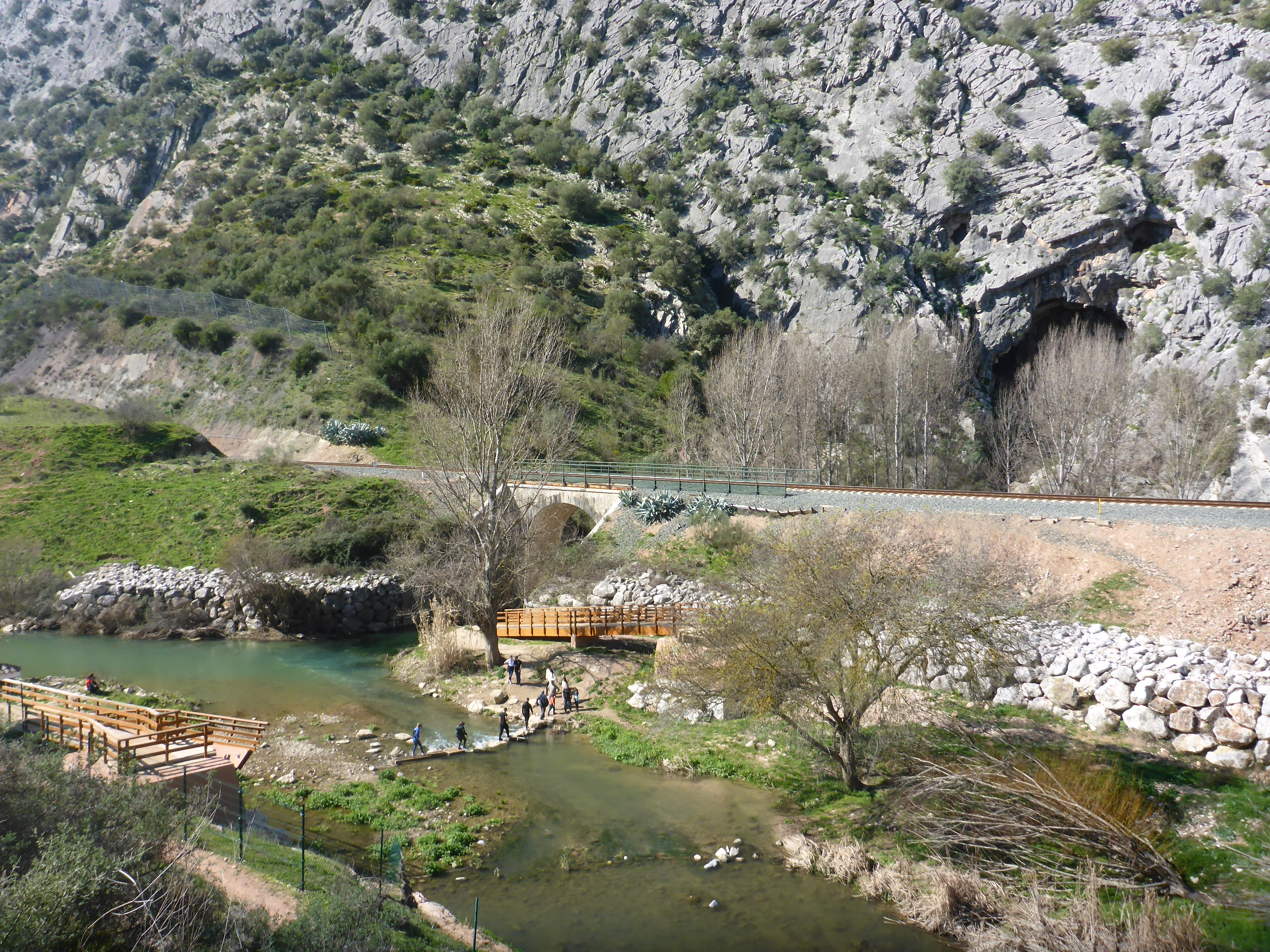
Cueva del Gato

La precipitación media de la cuenca es elevada. Entre los tres cursos de aguprincipales la aportación alcanza los 704 hm³/año (Guadiaro 389 hm³, Genal230 hm³ y Hozgarganta 85 hm³), es decir, casi un tercio del total de los recursos hídricos de la Cuenca Hidrográfica del Sur.
Existe un importante trasvase de sus aguas hacia las localidades de la bahía de Cádiz a través de un túnel entre Cortes de la Frontera (Málaga) y Ubrique (Cádiz).

## Turismo
Cuenta con diversos lugares de interés turístico